# Ясна Ристеска
Ясна Ристеска (на македонска литературна норма: Јасна Ристеска) е югославска партизанка, участничка в комунистическата съпротива във Вардарска Македония.

## Биография
Родена е на 7 ноември 1927 година в охридското село Рамне, тогава в Кралство Югославия. Няма братя и сестри и е кръстена в манастира „Света Петка“ в село Велгощи. Тя остава сираче съвсем малка, когато губи майка си и мащехата ѝ Менка се грижи за нея. Ходи на училище до четвърти клас в селското училище, а на 15 – 16-годишна възраст започва работа като прислужница при тогавашния кмет на Охрид Анастас Чорбев.
Става последователка на комунизма и се включва в комунистическата съпротива във Вардарска Македония. Ясна Ристеска загива на 7 ноември 1944 година, когато партизаните се спускат от връх Караорман към град Охрид, за да го нападнат. Движението им е забелязано от германската армия на хълма Чекощина, по време на което са атакувани с минохвъргачка. Ясна, опитвайки се да помогне на ранен партизанин, е взривена от граната.
Тялото на Ясна, заедно с телата на други трима загинали партизани, е транспортирано с дървени волски коли в двора на църквата „Света Богородица Каменско“ в Охрид. Ясна била разпозната от мащехата си Менка. По-късно е погребана в семейната гробница в село Рамне.
В нейна чест новата комунистическа власт в Социалистическа република Македония кръщава на нейно име детската градина в Охрид. На Ристеска е именувано и сдружението на северномакедонци от Рамне в Сидни, Австралия.